# Знамёна Всевеликого войска Донского
Знамя Всевеликого войска Донского — часть официальной символики донского казачества. За историю своего существования Всевеликое войско Донское имело множество разных знамён. Ниже представлены известные знамёна донских казаков.
Указом президента Российской Федерации Д. А. Медведева в 2010 году было официально учреждено знамя войскового казачьего общества «Всевеликое войско Донское».

## Ранние знамёна
- 18 марта 1614 года царь Михаил Фёдорович даровал донским казакам их первое официальное знамя[2]. Знамя было соткано из камки красного цвета с лазоревой опушкой. В центре его находился двуглавый орёл, в кайме надпись[2]:

Повелением Государя, Царя и Великого Князя Михаила Феодоровича всея Руси Самодержца и при Его Государево сыне, при Благоверном Царевиче и Великом Князе Алексее Михайловиче, писано сие знамя на Дон Донским атаманом и казаком лета 7152, Августа в 27 день.
- Второе Царское знамя было пожаловано казакам Алексеем Михайловичем 25 сентября 1645 года вместе с похвальной грамотой за храбрость[2]. В грамоте было написано[2]:

За мужество и храбрость бившихся честно, жалуем и милостиво похваляем и посылаем вам, нашему Донскому войску, атаманам и казакам, Нашего Царского Величества знамя, да впредь на нашу царскую милость будьте надёжны. Тех же вольных людей и шацких стрельцов, всего 600 человек, которые на отходе разбрелись, и струги у вас вверх по Дону порастаскали и порубили, велели мы бить кнутом, чтобы такое воровство другим было не в повадку. Крымцев и ногаев воевать, а с турецкими людьми под Азовом жить мирно повелеваем!
Знамя 1645 года было малинового цвета с зелёной каймой. Длина знамени по верхней кромке — 2 1/4 аршина, по нижней кромке — 4 1/4 аршина. Ширина — 3 1/4 аршина. На знамени был вышит двуглавый чёрный орёл с московским щитком на груди. Легенда на знамени гласила:
Повелением Великого государя Царя и Великого князя Алексея Михайловича, всея Руси. Самодержца и многих государств государя и обладателя послано сие знамя на Дон. Донским атаманам и казакам, лета 7154 августа.
- Третье знамя было также пожаловано царём Алексеем Михайловичем в 1673 году за подвиги донских казаков на Азовском и Чёрном морях[2]. На знамени было изображение льва с палашом, содержание надписи на нём не сохранилось[2].
- Четвёртое знамя донцы получили от царя Феодора Алексеевича в 1679 году[2]. Оно было из лазоревой тафты с алыми каймами, писанное золотом, серебром, баканом и ярью венецейскими, с изображением креста о пяти ступенях с тростью и копьём, а по сторонам креста с правой — солнца, а с левой — луны»[2].
- Позже войсковое знамя образца 1746 года содержало изображение государственного герба России с московским щитком на груди и шестью титульными щитками вокруг, в нижней части помещался пальмовый венок, а на кайме — титул императрицы Екатерины Алексеевны[2].

## От Петра I до Александра II
Среди войсковых регалий Донского войска были следующие высочайше пожалованные знамёна:
- Большое знамя, писанное на голубой камке, с изображением креста с тростью и копьём; вокруг креста 12 больших и 4 малых звезды, с надписью по краям знамени:

Нашего Войска Донского атаманам и казакам, за многие их и верные службы, а особливо которые учинили в 1705 году во время Астраханского возмущения, в вечную и несмертельную память.
- Белое камчатное знамя, с изображением Государственного герба, окружённого шестью гербами царств и княжеств; ниже герба полукругом пальмовые и масличные ветви, с надписью по краям знамени с одной стороны — Императорского титула, а с другой:

Верным подданным Войску Донскому, за оказанную их во время войны со Шведами службу и для учинённого с короной Шведской вечного мира
. Пожаловано за подвиги во время великой Северной войны 1701—1721 гг.
- Белое знамя, с изображением Государственного герба и с надписью:

Верным подданным Войску Донскому, за оказанную их службу во время войны с Персами».
- Белое знамя, с изображением Государственного герба, а по углам — четырёх голубых щитов с серебряными крестами, около которых надпись: «Крестом Твоим, Христе, хвалимся и Святое Воскресение Твоё поём и славим»; внизу две серебряные звезды, а по краям знамени надпись: «Нашим верным подданным Войску Донскому, за оказанную их службу и для учинённого с его шаховым величеством Персидским вечного мира». Пожалованы за участие донских казаков в войне с персами в 1722—1731 годах[2].
- Белое знамя, с изображением Государственного герба, а по сторонам его двух крестов в кругах, с надписью около крестов:

Крестом Твоим, Христе, хвалимся и Святое воскресение Твоё поём и славим: Ты бо еси Бог наш, в Троице святей славимый
по краям же знамени, после Императорского титула, следующая надпись:
Дано сие знамя Нашим верным подданным Войску Донскому, за оказанную их в минувшую последнюю со Шведами войну службу и для учинённого с короною Шведскою вечного мира, лета от Р. Хр… Государствования Нашего…
Пожаловано в 1744 году за участие в войне со Шведами 1741—1743 годов.
- Белое знамя, с изображением Государственного герба, а вверху по сторонам — двух круглых щитов с золотыми крестами и с надписью вокруг них:

Крестом Твоим, Христе, хвалимся и Святое воскресение Твоё поём и славим: Ты бо еси Бог наш, в Троице Святей славимый
по краям же знамени надпись:
Дано сие знамя Её Императорского Величества верным подданным Войску Донскому за оказанную им в минувшую Прусскую войну службу, лета от Рождества Христова 1764 года, а Государствования Её Императорского Величества Всемилостивейшей Государыни Второй Императрицы Екатерины Алексеевны, Самодержицы Всероссийской — 2
Пожаловано за подвиги казаков в Прусскую семилетнюю войну в 1757—1763 гг..
- Белое знамя, с изображением с одной стороны Государственного герба, а с другой — щита с короной и вензелем Имени Императрицы, окружённого пальмовыми и масличными ветвями. Под щитом вид восходящего солнца и вышитая надпись:

Нашему вернолюбезному Войску Донскому, за храбрые и мужественные подвиги во время минувшей войны с Турками. Дано в 10 день июля 1775 года
Пожаловано за подвиги, оказанные в Польскую конфедератскую и первую Турецкую войны в 1767—1774 годах.
- Два белых знамени, с одинаковым изображением на каждом с обеих сторон Государственного герба с украшениями и следующими надписями:

Повелением дано сие знамя Её Императорского Величества верным подданным Войску Донскому, за оказанную их службу во время оконченных Шведской и Турецких кампаний, храбрые и усердные поступки, на вечную и в потомственные роды Войска Донского славу. Лета от Рождества Христова 1795 г, а царствования Её Величества 33-е
Пожалованы в 1795 г., за подвиги, оказанные во время шведской и второй турецкой войны донскими казаками, под начальством походных атаманов ф. П. Денисова, Орлова, Платова и Исаева, в 1787—1792 гг..
- Белое знамя, с изображением Государственного герба, украшенного орденским крестом Св. Иоанна Иерусалимского и обвитого снизу пальмовыми ветвями, а сверху дугообразно лентой названного ордена, по которой вышита надпись:

Верноподданному Войску Донскому, за оказанные заслуги в продолжении кампании против Французов 1799 года
на другой же стороне знамени, в серебряном поле, большой крест с лучами. По углам знамени с обеих сторон вензеля Имени Императора, в пальмовых и масличных ветвях, украшенные двумя коронами Императорского Российского и Мальтийского ордена. Пожаловано в 1800 году за участие в суворовском походе в Италию шести донских полков, под начальством походного атамана А. К. Денисова, в 1799 г.
- Белое (простое) знамя, с изображением Государственного герба в золотом щите, обвитом снизу пальмовыми и масличными ветвями, а сверху дугообразно лентой ордена св. Георгия, на которой вышита надпись:

Вернолюбезному Войску Донскому, за оказанные заслуги в продолжении кампании против Французов 1807 года
на другой стороне, в серебряном щите, крест с лучами и с такими же украшениями и надписью, как на первой стороне; по углам знамени с обеих с горон вензеля Имени Императора, в пальмовых и масличных ветвях. Пожаловано в 1811 г., за подвиги во время второй французской войны в Пруссии, в которой участвовало тринадцать донских полков, под начальством атамана Платова, в 1807 году.
- Знамя в общем повторяло старое знамя Донского войска, дарованное за кампанию 1799 года. Но на новом знамени не было Мальтийского креста и гроссмейстерских корон. Был также изменён императорский вензель, а чёрная лента заменена на Георгиевскую[2];
- Белое (Георгиевское) знамя, с такими же изображениями, как и предыдущее; по Георгиевской ленте, обвивающей сверху Государственный герб, вышита надпись:

Верноподданному Войску Донскому, в ознаменование подвигов, оказанных в последнюю Французскую войну в 1812, 1813 и 1814 годах
Пожаловано в 1817 году за подвиги во время Отечественной войны с французами.
- Белое знамя, с изображением Государственного герба в золотом щите, обвитом снизу пальмовыми и масличными ветвями, а сверху дугообразно лентой ордена св. Георгия, с другой же стороны, в серебряном щите, большой крест с лучами и такими же украшениями; по углам с обеих сторон вензеля Имени Государя Императора; на ленте вышита надпись: «Верноподданному Войску Донскому, за оказанные заслуги против Турок в 1828 и 1829 годах». Пожаловано в 1832 году, за отличные подвиги донских казаков в войнах с Персией и Турцией 1826—1829 годах[2].
- Белое знамя, с изображением на одной стороне Государственного герба в щите оранжевого цвета, обвитом пальмовыми и масличными ветвями, по углам вензеля Имени Государя Императора, а на другой — красный большой крест, с такими же украшениями; по краям знамени с обеих сторон надписи:

За подвиги войска Донского в походе на усмирение Венгрии и Трансильвании в 1849 году
Пожаловано в 1849 году за подвиги десяти донских полков и 3-х батарей, находившихся в походе в Венгрию и Трансильванию.
- Георгиевское знамя, с надписью:

За храбрость и примерную службу в войну против Французов, Англичан и Турок в 1853, 1854, 1855 и 1856 годах
Пожаловано 26 августа 1856 года.
- Георгиевское знамя, с надписью: За Кавказскую войну

Пожаловано в 1868 году, в память заслуг, оказанных донцами в продолжение войны на Кавказе в 1804—1864 годах.
- Георгиевское знамя, с Александровской лентой и надписями вокруг знамени:

В память трёхсотлетнего существования Донского казачьего войска

и под орлом — 
1570—1870
Пожаловано 3 января 1870 года.
- Георгиевское знамя, с надписью: За отличие в Турецкую войну 1877 и 1878 годов

и под орлом:
1570—1870
Пожаловано 30 августа 1879 года за участие в русско-турецкой войне.